# Картиџ (Индијана)
Картиџ (енгл. Carthage) град је у америчкој савезној држави Индијана.

## Демографија
По попису из 2010. године број становника је 927, што је 1 (-0,1%) становника мање него 2000. године.
| Група             | 2000.       | 2010.       |
| Белци             | 905 (97,5%) | 913 (98,5%) |
| Афроамериканци    | 0 (0,0%)    | 0 (0,0%)    |
| Азијати           | 0 (0,0%)    | 2 (0,2%)    |
| Хиспаноамериканци | 14 (1,5%)   | 3 (0,3%)    |
| Укупно            | 928         | 927         |